# Цинъюань (Цзиань)
Цинъюа́нь (кит. упр. 青原, пиньинь Qīngyuán) — район городского подчинения городского округа Цзиань провинции Цзянси (КНР).

## История
Ещё во времена империи Цинь в 211 году до н. э. в этих местах был образован уезд Лулинь (庐陵县). В 194 году до н.э. во времена империи Хань был создал Лулиньский округ. Во времена империи Цзинь его власти переехали в 342 году в эти места. Во времена империи Суй в 590 году Лулиньский округ был расформирован, и была создана Цзичжоуская область (吉州), власти которой также разместились в этих местах. В 607 году Цзичжоуская область была переименована в Лулиньский округ. После смены империи Суй на империю Тан данная административная единица переименовывалась ещё несколько раз, именуясь то «Цзичжоуской областью», то снова «Лулиньским округом», а её власти по-прежнему размещались в уезде Лулинь.
После монгольского завоевания и образования империи Юань данная административная единица была в 1277 году переименована в Цзичжоуский регион (吉州路), в его состав входило 8 уездов. С 1295 года ему стало подчиняться 4 области и 5 уездов, и он стал называться Цзианьским регионом (吉安路), так как в его составе были Цзишуйская и Аньфуская области. После свержения власти монголов и основания империи Мин «регионы» были переименованы в «управы» — так в 1368 году появилась Цзианьская управа (吉安府), которой подчинялось 9 уездов. После Синьхайской революции в Китае была проведена реформа структуры административного деления, в ходе которой управы были упразднены, поэтому в 1913 году Цзианьская управа была расформирована, а уезд Лулинь был в 1914 году переименован в Цзиань (吉安县).
В 1947 году уездные власти переехали в посёлок Шиян (石阳镇).
После того, как на завершающем этапе гражданской войны эти места 30 июня 1949 года перешли под контроль коммунистов, 28 июля 1949 года посёлок Шиян с окрестностями был выделен из уезда Цзиань в отдельный город Цзиань (吉安市). В сентябре 1949 года был создан Специальный район Цзиань (吉安专区), и город с уездом вошли в его состав. В начале 1953 года город Цзиань был преобразован в посёлок Цзиань, однако 16 декабря он вновь стал городским уездом, а с 1954 года стал подчиняться напрямую правительству провинции Цзянси, выйдя из состава Специального района. В 1958 году городской уезд Цзиань вновь перешёл в подчинение властям Специального района Цзиань.
В мае 1968 года Специальный район Цзиань был переименован в Округ Цзинганшань (井冈山地区). В 1979 году Округ Цзинганшань был переименован в Округ Цзиань (吉安地区).
Постановлением Госсовета КНР от 11 мая 2000 года округ Цзиань был преобразован в городской округ Цзиань; при этом на территории расформированного городского уезда Цзиань были образованы районы Цзичжоу и Цинъюань.

## Административное деление
Район делится на 1 уличный комитет, 6 посёлков и 1 национальную волость.